# Средецка река
Средецка река е река в Югоизточна България, област Ямбол – община Стралджа и Област Бургас – община Средец, вливаща се в Мандренското езеро. Дължината ѝ е 69 km, която ѝ отрежда 53-то място сред реките на България.
|  |

## Географска характеристика

### Извор, течение, устие
Река Средецка извира от северозападното подножие на Камен връх (Тетрабаир) (369 m) от местността Габъра във възвишението Бакаджици.
В горното си течение Средецка река носи името Старата река. На 2,5 – 3 km от извора реката протича на североизток през неясно очертана долина с много полегати склонове (5°), залесени с гъсти дъбови издънки. Надолу долината ѝ има вече подчертан трапецовиден напречен профил. Надлъжният наклон на коритото е 2,2%, и се запазва до вливането в нея на Четманска река. Бреговете на речното корито са високи 0,6 – 0,7 m, почти отвесни. Дъното на реката е чакълесто-песъчливо. Тук реката не прави меандри. След вливането на Четманската река Средецка река навлиза в хълмиста долина, широка 50 – 60 m, като описва средно извити, но редки меандри. Тук десният склон е залесен с храсталак. След село Александрово речната долина става с коритообразен напречен профил. Склоновете са много полегати (5 – 10°) и обезлесени. Тук реката се нарича Голямата река и ширината ѝ става 2 – 2,5 m. Крайречните лъки са незначителни. След вливането в нея на дерето Чамбунар склоновете на долината стават по-стръмни (до 20°), като са обрасли с млади дъбови гори и реката е по-пълноводна. Надлъжният наклон на коритото в този участък е около 6%. Широчината на коритото става 5 – 6 m, а крайречните лъки – 10 – 15 m. Бреговете на реката са ниски и ронливи.
При село Кубадин долината става към 200 m широка. Склоновете са по-стръмни, на места скалисти и обрасли с редки дъбови храсти. Лъките стават широки до 20 m. Надлъжният наклон на реката тук е много малък, 1,10 д. Реката е широка 4 – 4,5 m. Дъното е песъчливо-чакълесто. Бреговете са ниски, почти отвесни и ронливи. По-надолу реката навлиза в тясна много стръмна долина. Склоновете стават много стръмни, почти отвесни, с наклон 80 – 85°, мъчно проходими и обрасли с гъсти храсти и тръни. Надлъжният наклон на речното корито е почти същият, 2 д, като широчината му достига на места 25 m. Реката прави незначителни меандри. При село Проход след хидрометричната станция долината се разширява до 300 – 400 m. Склоновете стават много полегати. Широчината на реката е 15 – 20 m. Крайречните лъки достигат до 100 – 150 m. Бреговете са отвесни и високи 0,50 m. Дъното на реката е вече песъчливо.
След село Белила долината става много широка с неясно изразен напречен профил. Характерът на речното корито не се изменя. Надлъжният наклон става много малък – 0,70 д. След град Средец реката прави в един участък от 1 – 2 km силно извити меандри, които стигат чак до село Дебелт. Тук напречният профил на долината е коритообразен с полегати склонове. При устието си в язовир Мандра (до 1964 г. езеро) река Средецка се разлива, широчината на реката е около 25 m, а дълбочината около 0,80 m. Бреговете са ниски, заблатени. Дъното е тинесто. Реката тече в разлята трапецовидна долина, широка 2,5 – 3 km, покрай десния ѝ склон.

### Водосборен басейн, притоци
Площта на водосборния басейн на Средецка река е 985 km2. На север водосборният ѝ басейн граничи с водосборния басейн на Русокастренска река, на северозапад, запад и югозапад – с водосборния басейн на река Тунджа, а на юг и югоизток – с водосборния басейн на Факийска река.
Средецка река има 21 основни притоци: → ляв приток, ← десен проток
- → Четманска река
- → Бозовичина река
- → Изворска река
- ← Черкезка река
- ← Клисински дол
- ← Селска река
- → Кубадинска река
- ← Параксийска река
- ← Союджик
- → Чешменбаирска река
- → Дюшемедере
- ← Сливовска река
- ← Селска река
- → Айдере
- ← Чабукдере
- ← Градишка река
- → Господаревска река (Голяма река, Бунарска река)
- ← Малката река
- ← Каракютючка река
- ← Катранджийката
- → Арпадаре

### Хидроложки показатели
Реката се характеризира със силно изразена междугодишна и вътрешногодишна неравномерност. Пълноводието е през февруари-март. Лятно-есенните месеци август-октомври са маловодни. Поради засиленото влияние на Средиземно море, климатът в района има преходно-средиземноморски характер: максимален валеж през ноември-декември, минимален – през август, по-големи валежи през студените месеци на годината, сравнително по-висока средна годишна температура.
Среден годишен отток:
- при село Проход (1/3 от площта на водосборния басейн) – 1,95 m3/s
- в устието – 2,8 m3/s

## Селища
По течението на реката са разположени 5 населени места, в т.ч. 1 град и 4 села:
- Област Ямбол

- Община Стралджа – Александрово;

- Област Бургас

- Община Средец – Бистрец – Проход – Средец – Дебелт.

## Флора и фауна
Водите на Средецка река са богати на животински и растителни видове. В реката са установени повече от 30 различни вида сладководни риби. Най-често се срещат кефал, шаран, черна мряна, карагьоз, горчивка, щипок, червеноперка. Около реката има крайречни гори от черна елша, върба, бяла топола и дъб, а в реката подводна растителност.
„Средецка река“ е защитена зона по програмата на ЕС „Натура 2000“ по директивата за местообитанията.
Някои от защитените видове са: голям дъбов сечко, алпийска розалия, ивичест смок, червенокоремна бумка, обикновена блатна костенурка, шипобедрена костенурка, гребенест тритон на Буреш. От бозайниците защитени са: видра, вълк, лалугер, добруджански хомяк, пъстър пор. Защитените птици са: бухал, бял щъркел, голяма бяла чапла, гривеста чапла, козодой, градинска овесарка и мн. др.

## Други
От град Средец до село Дебелт, на протежение от 7,5 km преминава участък от второкласен път № 79 от Държавната пътна мрежа Елхово – Средец – Бургас.
От 1948 г. Националният институт по метеорология и хидрология поддържа хидрометрична станция при с. Проход № 82700 (стар № 364).

## Топографска карта
- Лист от карта K-35-55. Мащаб: 1 : 100 000.
- Лист от карта K-35-66. Мащаб: 1 : 100 000.
- Лист от карта K-35-67. Мащаб: 1 : 100 000.